# Liste der Bodendenkmäler in Glattbach
Auf dieser Seite sind die Bodendenkmäler in der unterfränkischen Gemeinde Glattbach zusammengestellt. Diese Tabelle ist eine Teilliste der Liste der Bodendenkmäler in Bayern. Grundlage ist die Bayerische Denkmalliste, die auf Basis des Bayerischen Denkmalschutzgesetzes vom 1. Oktober 1973 erstmals erstellt wurde und seither durch das Bayerische Landesamt für Denkmalpflege geführt wird. Die folgenden Angaben ersetzen nicht die rechtsverbindliche Auskunft der Denkmalschutzbehörde.

## Bodendenkmäler in Glattbach
| Lage                       | Objekt | Akten-Nr.     | Bild           |
| -------------------------- | --- | ------------- | -------------- |
| Hauptstraße 112 (Standort) | Archäologische Befunde im Bereich der spätneuzeitlichen katholischen Pfarrkirche Mariä Himmelfahrt von Glattbach mit frühneuzeitlichen Vorgängerbauten. | D-6-5920-0106 | weitere Bilder |